# Alopecosa akkolka
Alopecosa akkolka är en spindelart som beskrevs av Yuri M. Marusik 1995. Alopecosa akkolka ingår i släktet Alopecosa och familjen vargspindlar. Inga underarter finns listade i Catalogue of Life.